# Système visuel humain

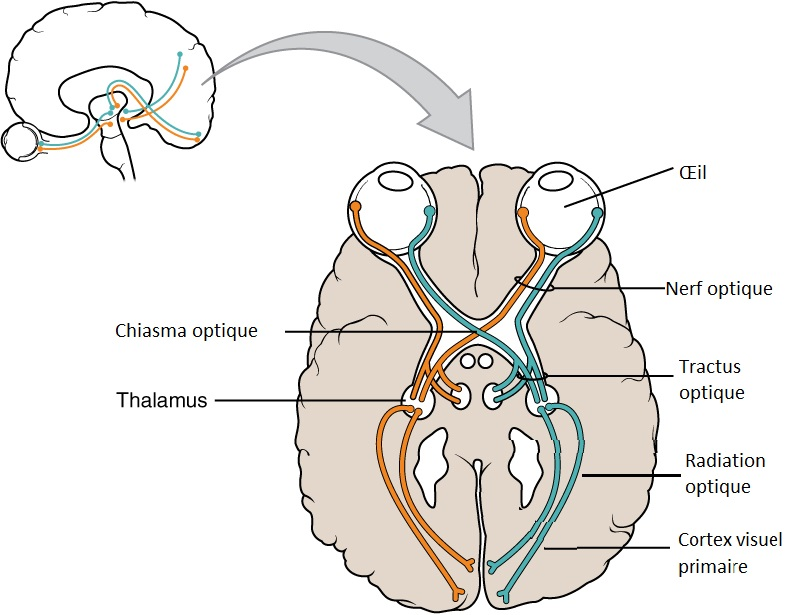
Les principaux éléments du système visuel humain et leur place dans le cerveau.

Les principes de projection des voies visuelles sont :
(P1) le renversement de l'image par le système optique de l’œil dans le sens haut/bas et gauche/droite
(P2) au niveau du chiasma, le croisement des fibres issues de l'hémirétine nasale et la projection du même côté des fibres issues de l'hémirétine temporale
(P3) au niveau des radiations optiques, les fibres représentant le quadrant supérieur arrivent sur la lèvre inférieure de la scissure calcarine (et inversement)
(P4) la fovéa, au centre du champ visuel, se projette dans la partie postérieure du cortex strié. La partie binoculaire de chaque hémichamp visuel se projette dans la région intermédiaire du cortex strié. La partie temporale, monoculaire de chaque champ visuel se projette sur la partie antérieure du cortex visuel.

Le système visuel humain est l'ensemble des organes participant à la perception visuelle humaine, des yeux au système sensori-moteur. Son rôle principal est de percevoir et d'interpréter deux images en deux dimensions pour obtenir une image en trois dimensions utilisable pour faire face aux besoins quotidiens..
Il fait partie du cerveau et est principalement constitué des yeux, des nerfs optiques, du chiasma optique, des tractus optiques, des corps géniculés latéraux dans le thalamus, des radiations optiques et des cortex visuels ainsi que des autres aires utilisées pour la vision.
Le système visuel humain, fruit de l’évolution, s'avère complexe. L’œil est une médiocre optique et la rétine est imparfaite : ainsi les informations transmises aux cortex visuels ne sont pas de bonne qualité et le cerveau doit faire un gros travail d’interprétation (en relation avec la mémoire, les autres sens et le contexte) pour arriver à une image riche et suffisamment fiable. Il y a deux voies principales (magno-cellulaire et parvo-cellulaire) allant de l’œil au cortex visuel, puis deux autres voies dans le cerveau qui produiront l’image qui sera vue consciemment.
La rétine fournit aussi des informations qui permettent de détecter le mouvement en périphérie ou d'alimenter l’horloge biologique circadienne ( cycles jour-nuit)  pour la synchronisation sur la clarté et l’obscurité. Enfin, le système visuel pilote le regard, les mouvements oculaires et la plus ou moins grande ouverture de la pupille.

## Œil  et nerf optique

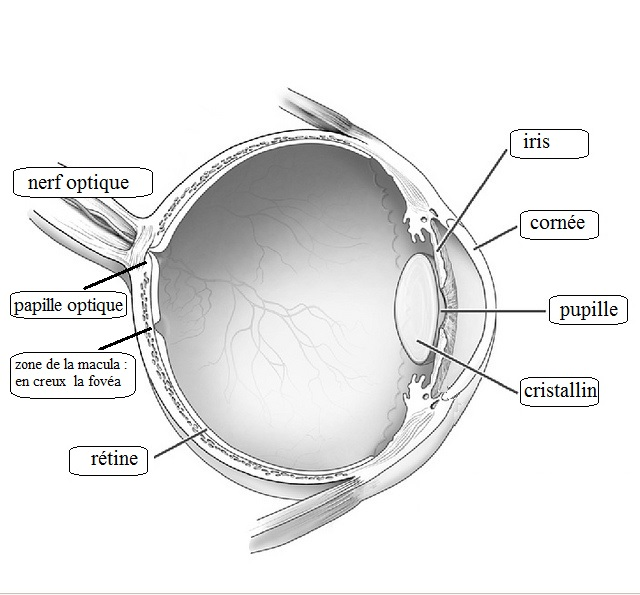
Coupe simplifiée d'un œil humain

En première approximation, l'œil peut être assimilé à un appareil photographique. La lumière pénètre dans l'œil en étant diaphragmée par la pupille (avec contrôle par l'iris). Elle est déviée par la cornée et le cristallin puis projetée sur la rétine formant une image de l'espace environnant sur la rétine, en perspective conique inversée (haut-bas et droite-gauche) . En pratique, l’œil s'avère complexe et la rétine est de forme (très approximativement) sphérique et non pas plane : en conséquence, l’image est déformée sur la rétine, et plus encore sur les parties les plus éloignées du centre. Il s’agit d'aberrations géométriques, auxquelles s’ajoutent d’autres aberrations liées aux couleurs, les aberrations chromatiques. L’image obtenue sur la rétine est donc imparfaite, alors que la vision « apparaît nette, stable et continue. Comment peut-on bien voir avec une telle entrée visuelle ? ».

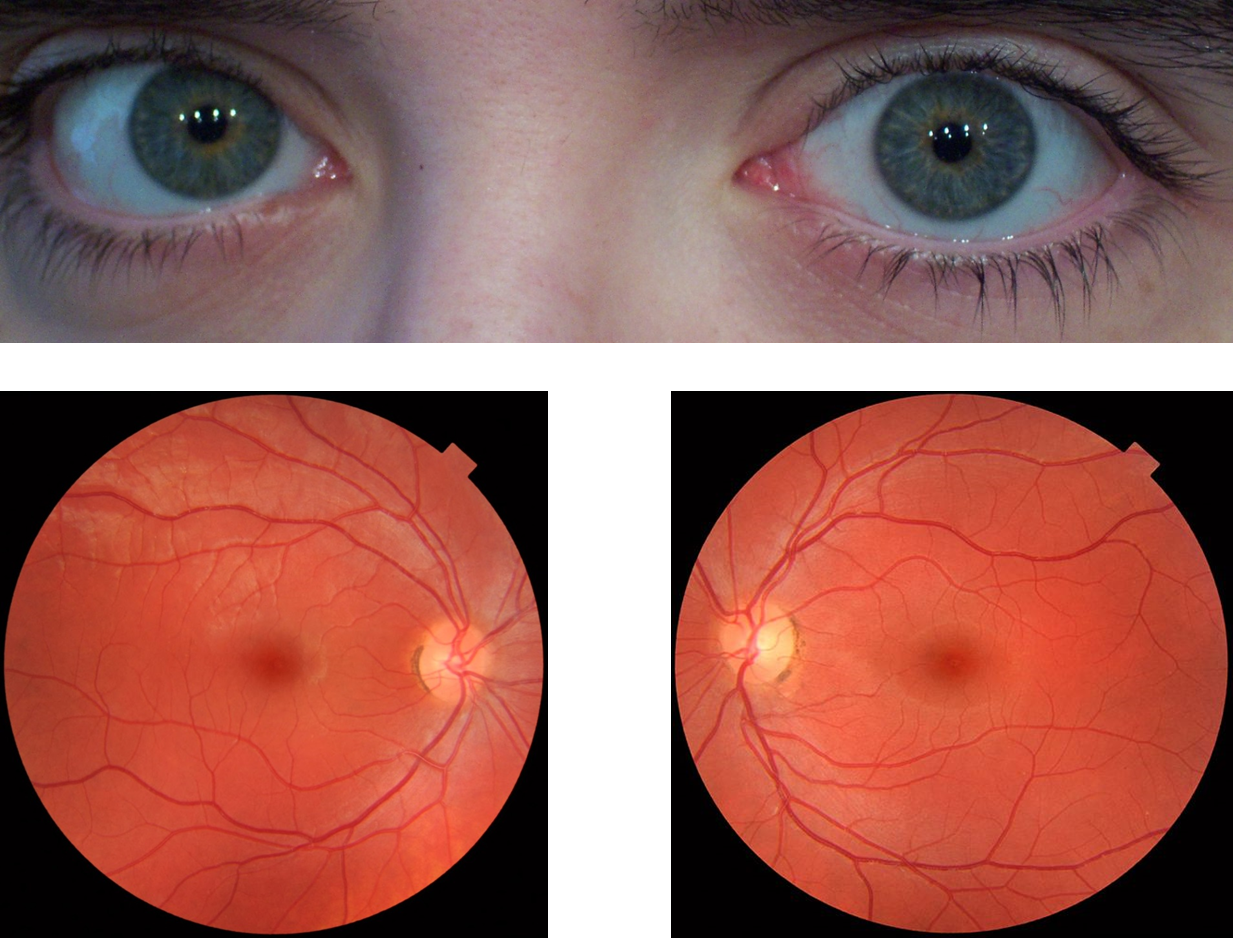
Les deux fonds d'œil droit et gauche : ils montrent la surface de la rétine, ses vaisseaux sanguins, la macula, la tâche aveugle (appelée aussi papille optique).

Par ailleurs, la rétine contient un grand nombre de cellules « réceptrices » (cônes et bâtonnets principalement) qui permettent une transduction de l'information lumineuse en potentiels d'actions. L'image bénéficie d'un première analyse au sein même de la rétine en zones de contraste et le résultat de ce traitement est envoyé au reste du système visuel par le nerf optique,.
Chez les humains, le système visuel est le seul système sensoriel à être directement lié au cerveau, depuis l’œil, ce qui est dû à la nécessité de traiter rapidement l'information visuelle.

## Le cerveau et le système visuel

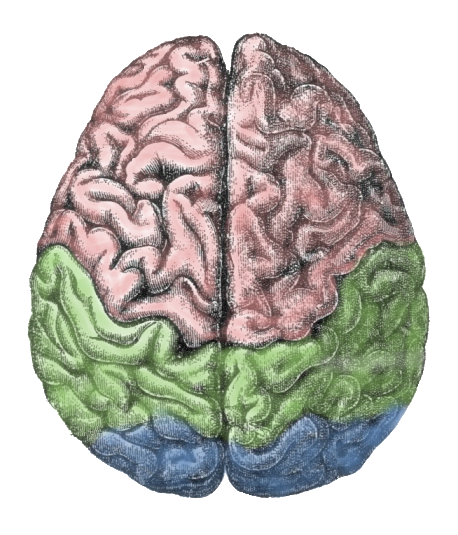
Les 2 hémisphères du cerveau vus de dessus.
Le cerveau vu de côté, le cervelet, le tronc cérébral.
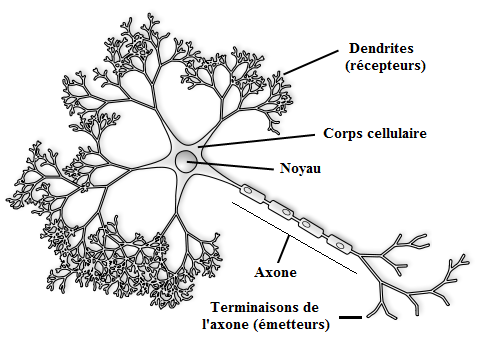
Neurone multipolaire[b]

Vu de l'extérieur, le cerveau apparaît divisé en 2 hémisphères qui traitent chacun les informations sensorielles et les actions motrices du côté opposé du corps (ainsi l'hémisphère droit s'occupe de la partie gauche du corps et inversement). 
À la périphérie supérieure de chaque hémisphère, il y a une couche de matière grise qui est le cortex cérébral. Celui-ci est divisé en 4 lobes dans les 2 hémisphères : chaque lobe a un rôle particulier dans les processus mentaux et est divisé en aires fonctionnelles : ainsi le cortex visuel primaire est situé dans le lobe occipital,. Enfin les 2 hémisphères communiquent entre eux (en particulier via le corps calleux).
Au-dessous du cerveau : le cervelet et le tronc cérébral (voir les schémas en encadrés). Ce dernier fait la liaison avec la moelle épinière et le reste du corps. Au-dessus du tronc cérébral, se trouve le thalamus où pratiquement chaque information sensorielle passe avant transmission au cortex.
Les nerfs optiques et les rétines sont des extensions du cerveau, (précisément du diencéphale) : les yeux constituent en réalité des excroissances du cerveau. Ainsi, le système visuel humain est le système sensoriel de l'être humain dédié à la vision et fait partie du système nerveux central. Il comprend : des récepteurs (les photorécepteurs de la rétine qui sont sensibles à la lumière), des voies nerveuses s'appuyant sur des neurones multipolaires faisant le lien avec le cerveau et les zones du cerveau dédiées à la vision.

## Chiasma et tractus optique
Les nerfs optiques venant de chaque œil se rejoignent au niveau du chiasma optique, ce qui permet de redistribuer l'information visuelle selon qu'elle va dans la partie droite ou dans la partie gauche du champ visuel (chaque œil voit à gauche et à droite en même temps). L'hémichamp gauche de chaque rétine va dans l'hémisphère droit du cerveau et vice-versa (il y a une inversion),.
La continuation des nerfs optiques après le chiasma s'appelle les tractus optiques (en) (ou bandelettes optiques). Dans chaque hémisphère, le tractus optique distribue l'information visuelle à différents noyaux, :
- le corps géniculé latéral [c], dans le thalamus, envoie l'information qui va être analysée dans le cortex visuel par les fibres nerveuses de la radiation optique de l'hémisphère concerné et utilise deux voies principales (présentées ci-après). Une lésion d'une radiation optique conduit à la perte partielle ou totale de la vision dans l'hémisphère concerné (une anopsie[13]). C'est donc par cette voie que se fait la perception visuelle consciente.
- le noyau suprachiasmatique de l'hypothalamus. Ce noyau contient le principal site de l'horloge biologique interne : l'information sur la clarté ou l'obscurité permet de synchroniser les rythmes biologiques liés au cycle jour-nuit (l'éveil et le sommeil par exemple)[14] ;
- le colliculus supérieur (programmation des saccades oculaires ; voir aussi, ci-après, la « vison aveugle») et le prétectum (stabilisation de l’image sur la rétine)[12] ;
- le pulvinar qui jouerait un rôle important dans l'attention visuelle et la perception du mouvement[11].

## Deux voies vers le cortex visuel
Deux systèmes visuels transportent de l'information de la rétine vers le corps genouillé latéral puis au cortex visuel primaire,,.
1. la voie du système magno-cellulaire. Il est spécialisé dans trois types d'informations : le mouvement (on parle de « système analyseur de flux » visuel), la profondeur (liée à la vision 3D binoculaire) et la forme globale. Il retient les fréquences spatiales basses et mobilise les cellules de la rétine périphérique (qui sont également plus sensibles que les autres dans la pénombre). Cette voie se prolonge ensuite par la « voie visuelle dorsale », qui répartit les informations visuelles ainsi acquises à plusieurs structures corticales et sous-corticales qui lui sont fortement connectées (cortex temporal, pariétal, pré-frontal et frontal, cervelet, structures thalamiques mésencéphaliques et pontiques)[17].
2. la voie du système parvo-cellulaire (on parle de « système analyseur d’images »), qui véhicule les signaux permettant au cerveau de distinguer les couleurs et d'apprécier le détail des formes et des textures (fréquences spatiales hautes) ; cette voie mobilise les cellules du centre de la rétine. On a montré (sur le modèle animal) qu'à la naissance cette voie est moins mûre que celle du système analyseur de flux[17]. Cependant, lors des premiers mois de vie, ces deux voies améliorent ensuite rapidement leur performance[17].

Les informations transportées séparément par ces deux systèmes sont ensuite recombinées par le cerveau (maladroitement les premières années de la vie) puis permettent la perception spatiotemporelle nécessaire à une planification de plus en plus sûre des actes.

## Cortex visuel
Le cortex visuel est le système le plus important en taille dans le cerveau humain et est responsable des traitements des images. Il effectue des traitements de bas niveau (orientation, contours) mais aussi de haut niveau (formes, mouvements).

## Le traitement des informations visuelles par le cerveau
Le traitement des informations visuelles fait travailler une grande proportion de notre cerveau. Pour certains primates, des estimations ont été faites et concluent que la moitié du cortex est concerné par ce traitement.

### Une image initiale de mauvaise qualité, optimisée ensuite par le cerveau
Ce qui est fourni au cerveau : deux images plates, inversées, peu colorées, floues en bonne partie.
Ci-dessus, la médiocrité optique de l’œil et les imperfections de la rétine ont été pointées alors que les images sont complexes, parfois ambiguës ou brouillées : tout ceci est a priori contradictoire avec un rendu de qualité (précision d'image et couleurs) et questionne à nouveau car ce qui est vu en final apparaît, malgré tout, de bonne qualité. On peut imaginer d'avoir une surface de fovéa plus grande ce qui améliorerait l'image fournie au cerveau. En pratique, ce n'est pas possible car le traitement des informations demanderait alors beaucoup plus de fibres nerveuses et d'espace dans le cerveau,,.
D'autre part, c'est la détection du contraste (distinguer les contours des objets) et du mouvement (distinguer alors ce qui est animé dans l'environnement) qui a été favorisée au cours de l'évolution, dans un but de survie. En 1955, David Hubel et Torsten Wiesel ont découvert que « la rétine n’est pas une simple matrice de capteurs de lumière, mais qu’elle représente déjà un dispositif adaptatif de détection d’objets mouvants définis par des zones de contraste. » Au niveau de la rétine, les premiers traitements son donc déjà effectués et le cerveau reçoit des informations qui ne correspondent pas à une bonne qualité d'image, mais qui est déjà optimisée pour le traitement du contraste et du mouvement.

### Les traitements visuels dans le cerveau

Triangle de Kanizsa
Nous percevons un triangle blanc qui serait en avant de cercles noirs et d'un autre triangle, à partir d'indices sur les formes suggérées. L'aire V1 ne fait pas apparaître les lignes manquantes, c'est V2 qui les déduit, puis V1 et V2 harmonisent leurs résultats.

L'information visuelle a des caractéristiques, appelées aussi « traits », en particulier : couleur, orientation, mouvement, contraste, fréquence spatiale, forme. Cette information accède à l'aire V1 (ou cortex visuel primaire) où ces caractéristiques sont alors extraites puis traitées plutôt séparément par des aires cérébrales plus spécialisées, par exemple : V4 (couleur), V5 (mouvement). Toutes ces aires visuelles existent dans les deux hémisphères du cerveau.
Par ailleurs, « Les connexions entre aires ne vont pas seulement depuis les aires primaires vers les aires supérieures, mais vont aussi dans le sens inverse. Ainsi, on estime par exemple que dans l’aire visuelle primaire, seulement 5 % des informations proviennent des yeux via le thalamus, le reste provenant d’autres aires cérébrales. » L'information circule donc dans le cerveau de façon complexe et non directement de l’œil à la vision. De plus, certains traitements (processus cognitifs) trouvent leur origine dans l’œil (ils sont dits montants ou bottom-up), alors que d'autres traitements trouvent leur origine dans les connaissances (système cognitif : mémoire en particulier) et sont dits descendants (top-down).

### Les voies de la reconnaissance (quoi?), de l'action (où?) et de l'exploration visuelle

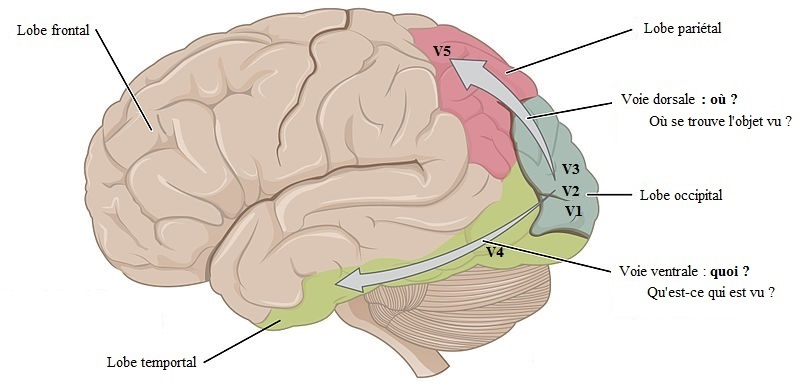
Les voies ventrale (quoi ?) et dorsale (où ?) du traitement des informations visuelles

Les informations issues de ces traitements sont regroupées (suivant des lois de groupement qui ont été découvertes par le courant Gestalt et en s'appuyant sur des indices). Puis ces informations sont utilisées pour la reconnaissance de ce qui est vu et/ou pour l'action. Il s'agit de deux processus spécifiques et indépendants car certains patients sont capables de reconnaître des objets, mais pas de les saisir ou, à l'inverse, de saisir un objet sans en avoir une vision consciente (il s'agit de la vision aveugle dont il a été question plus haut) : ces patients ont des lésions corticales (lésions du cortex) particulières et on parle d'ataxie visuelle dans le premier cas et d'agnosie visuelle dans le second.
Un exemple souvent cité illustre le travail réalisé pour reconnaître une tasse de thé et la saisir. La reconnaissance utilise une voie dans le cerveau dite « ventrale », la voie du « quoi ? » qui travaille plus particulièrement avec la mémoire (concepts, événements vécus). Le contrôle visuel et moteur nécessaire à la préhension de la tasse utilise une autre voie dite « dorsale », la voie du « où ? ». Voir le schéma du cerveau ci-contre qui montre ces deux voies. Si prendre une tasse de thé peut être simple au quotidien, les essais réalisés avec des robots ont montré que c'est en fait une opération très complexe qui nécessite de situer le corps (les yeux et la main en particulier) par rapport à la tasse et de réaliser un grand nombre d'opérations en boucle dans le cerveau en relation avec l'exploration visuelle de l'environnement (des saccades oculaires, des mouvements des yeux  de la tête, du corps ).
L'exploration visuelle s'appuie sur un apprentissage réalisé au cours de la vie de la personne qui lui permet de réaliser les mouvements adaptés. Cette exploration est nécessaire car la vision précise est limitée à une toute petite zone de l'espace visuel : « Alors que nous avons subjectivement l’impression d’une vision panoramique, tout se passe comme si nous voulions visiter une maison la nuit avec une lampe torche dont le faisceau lumineux ne ferait que 2 degrés d’angle ».
Enfin, le cerveau doit aussi assurer la stabilité de la vision alors qu'il y a une succession d'environ 13 images à la seconde (comme dit ci-dessus) changeant en permanence (saccades visuelles...), tout au long de la journée : ceci reste encore à expliquer complètement,,.

### Seul ce qui bouge est vu
Il a été précisé que la surface de la rétine est inhomogène (par exemple, il y a des vaisseaux sanguins à la surface), que les récepteurs de la lumière (cônes et bâtonnets) sont situés dans les couches les plus profondes de la rétine et pourtant rien de cela n'apparaît dans ce qui est vu. Ceci est dû à un mécanisme dans le cerveau qui efface tout ce qui est fixe. Dit autrement : nous ne pouvons voir que ce qui bouge. Et si nous cherchons à bien voir un objet qui est fixe, c'est l’œil qui bouge par saccades oculaires pour nous permettre de le voir avec précision.
Ce sont les bâtonnets, dans la périphérie de la rétine qui permettent de détecter le mouvement, une détection entamée dès la rétine. Au niveau du cerveau, c'est l'aire V1 puis les voies dorsale et ventrale qui prennent le relais : la voie dorsale (voie du « où ? ») coordonne l'exploration visuelle (positionner les yeux et leur fovéa) pour bien identifier ce qui est vu par la voie ventrale (voie du « quoi ? »). Ainsi les deux voies du traitement visuel se coordonnent pour la détection, l'identification puis l'action.

### L'image remise à l'endroit, en relief, complétée et colorée
Les images sur les rétines sont inversées : le cerveau rétablit ces images dans le bon sens, puis elles sont combinées, interprétées et une vue en relief est alors produite.
Par ailleurs, les images arrivant au cerveau sont colorées au centre, mais elles ont très peu de couleurs sur la périphérie. Le cerveau complète donc en procédant à la colorisation de toute la périphérie avec l'appui de l'exploration visuelle (qui élargit un peu la zone colorée) et la mise en mémoire des couleurs. La colorisation de la périphérie de l'image est donc déduite, réinventée pour une grande part.
Enfin, le cerveau s'avère capable de décomposer les caractéristiques de plusieurs objets vus en même temps, de les traiter en parallèle dans des zones distinctes du cerveau et de s'y retrouver en final en aboutissant à une image vraisemblable (un véritable défi appelé liage).

### Les traitements visuels dans le cerveau: efficaces, avec des limites
Les informations transmises depuis les yeux subissent donc des traitements élaborés dans le cerveau. Les illusions visuelles permettent de dévoiler l'existence de ces traitements (en augmentant le contraste et en s'appuyant sur des indices ou le contexte), tout en démontrant leurs limites (l'image vue est différente de l'image réelle, comme dans les exemples vus ci-dessus : l'illusion du contraste ou le triangle de Kanizsa).
Ces traitements automatiques permettent d'extraire les informations pertinentes, à partir de sources imparfaites mais en partie optimisées, puis de réagir efficacement et rapidement dans les situations courantes, même si les résultats ne sont pas toujours fiables (illusions). Dans quelques cas, l'accident est possible à la suite d'une mauvaise interprétation du cerveau.
Plus largement, le cerveau essaie de deviner ce qu'il y a dans l'image et invente ce qu'il ne voit pas bien : de façon courante nous croyons voir quelque chose et la réalité est autre : si nous nous en apercevons, nous corrigeons. Le travail du cerveau pour la vision consiste à faire des suppositions, à regarder de plus près, à corriger, à recommencer si besoin.. Un exemple classique est la corde prise pour un serpent à la tombée de la nuit : c'est un serpent qui est vu dans l'instant (réaction sécuritaire), puis, en examinant mieux, le passant voit, cette fois, que c'est une corde, le vérifie encore et la tension tombe.

### L'émergence de la vision consciente
Alors que nous[Qui ?] croisons quelqu’un, l’image de son visage se forme dans l’œil. Puis des informations sont transmises à l’aire visuelle primaire V1 et des échanges vont avoir lieu avec les autres aires visuelles pour identifier le visage. Ces traitements sont automatiques car le cerveau reçoit de nombreuses informations et doit les traiter rapidement, de façon automatique. Seulement une petite partie des informations sensorielles reçues vient à la conscience. Il faut environ 300 millisecondes (0,3 s) après la formation de l’image dans l’œil,  pour que l'image du visage devienne consciente, pour qu’il soit possible de dire : « Je vois Untel ». Suivant une approche fréquemment partagée, les perceptions restent inconscientes tant qu’elles n’accèdent pas à un « espace de travail global » dans le cerveau où elles peuvent être utilisées pour des réactions conscientes, plus flexibles (par exemple, saluer la personne rencontrée).

## Chemins alternatifs de la vision
Le relais des fibres visuelles au niveau du corps géniculé latéral permet à environ 10 % de celles-ci de se projeter directement dans le colliculus supérieur. Des expériences menées sur des sujets ayant subi une ablation chirurgicale du cortex visuel primaire ont montré que ceux-ci possèdent cependant une capacité visuelle sub-consciente, et qu'ils demeurent capables de localiser des objets, d'en déterminer l'orientation, éventuellement d'en percevoir la couleur, mais non de les comparer à des objets consciemment perçus (en cas d'ablation unilatérale). La sensation est donc inexploitable par le sujet (intuitive) et ne se manifeste pas, à l'exception d'objets en mouvement, de manière spontanée. Ce phénomène est nommé aussi vision aveugle (« blindsight » en anglais).
Des expériences complémentaires (Nakamura et Mishkin, 1980-1986) ont démontré qu'on pouvait provoquer la cécité consciente en isolant totalement le cortex visuel primaire du reste de l'encéphale, même si le tractus optique demeurait intact. La conscience visuelle résulterait donc d'un processus complexe de dialogue entre la perception corticale « classique » de la zone V1, les autres zones corticales V et les voies sous-corticales ou thalamiques « inconscientes »,.
Deux zones du cortex préfrontal (Brodmann 9 et 46 droite) ont été identifiées dans le mécanisme de vision consciente. 9 pourrait correspondre à une zone de discrimination entre vision consciente et subconsciente, et 46 intégrerait et synthétiserait les perceptions visuelles corticales et thalamiques (Barbur, Sahraie, Weiskrantz, 1996)[source insuffisante].